# Caranx papuensis
Caranx papuensis is een straalvinnige vissensoort uit de familie van horsmakrelen (Carangidae). De wetenschappelijke naam van de soort is voor het eerst geldig gepubliceerd in 1877 door Alleyne & Macleay.

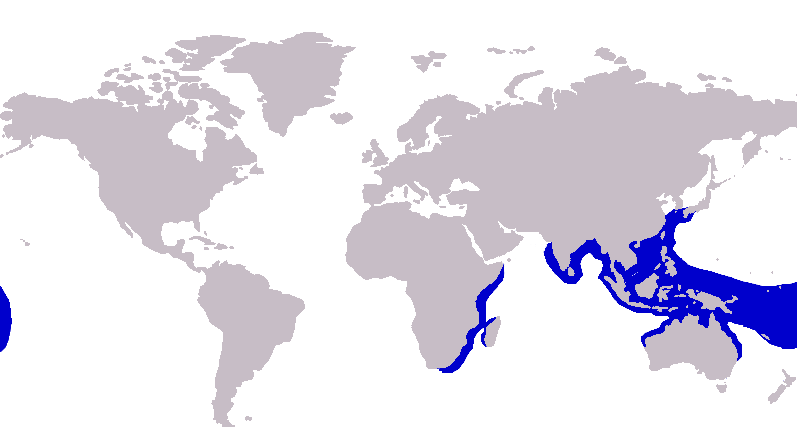
Verspreidingsgebied van Caranx papuensis